# Grecia ai Giochi della XVII Olimpiade
La Grecia partecipò ai Giochi della XVII Olimpiade che si sono svolti a Roma dal 25 agosto all'11 settembre 1960, con una delegazione di 48 atleti impegnati in otto discipline per un totale di 38 competizioni.
Portabandiera alla cerimonia di apertura fu l'allora principe ereditario Costantino.
La squadra greca, sempre presente ai Giochi estivi, conquistò in questa edizione una medaglia d'oro, vinta nella vela da un equipaggio di cui fece parte lo stesso principe Costantino.

## Medaglie
| Medaglia | Atleta                                                       | Sport | Evento  |
| -------- | ------------------------------------------------------------ | ----- | ------- |
| Oro      | Costantino II di Grecia Odyssevs Eskitzoglou Georgios Zaimis | Vela  | Dragone |